# Alvimbuc
Alvimbuc is een gehucht in Veauville-lès-Baons in de Franse gemeente Les Hauts-de-Caux in het departement Seine-Maritime. Het gehucht ligt een kilometer ten westen van het dorpscentrum van Veauville en een kilometer ten oosten van Autretot.

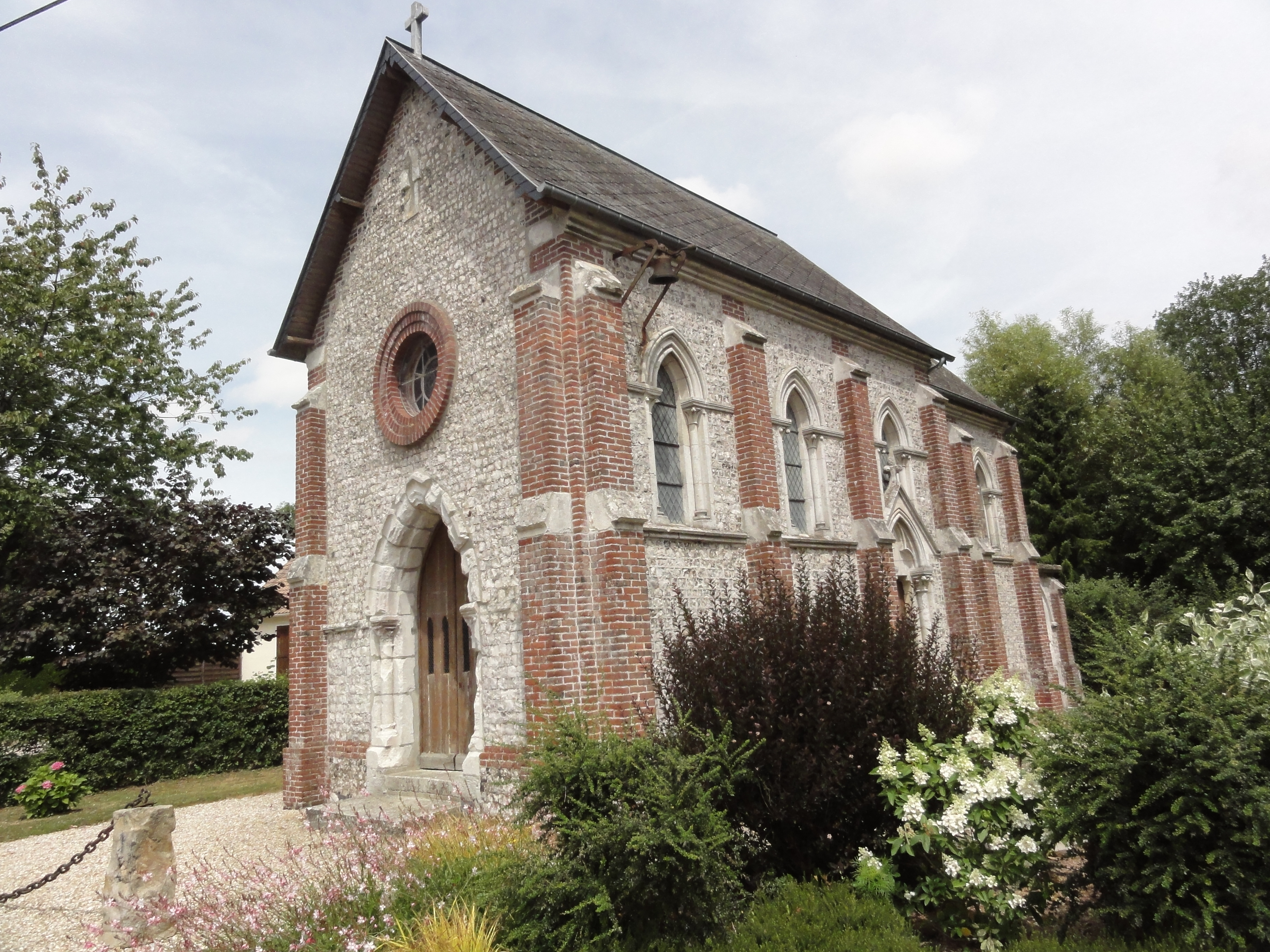
Chapelle Saint-Gilles

## Geschiedenis
Een oude vermelding van de plaats gaat terug tot 1433 als Alvimbusc. De 18de-eeuwse Cassinikaart toont het gehuchtje Alvinbusc met een kapel St. Gilles.
Op het eind van het ancien régime eind 18de eeuw, toen de gemeenten werden gecreëerd, werd Alvimbusc ondergebracht in de gemeente Veauville-lès-Baons.
Met de fusie van Veauville in 2019 werd Alvimbuc mee een deel van de fusiegemeente Les Hauts-de-Caux

## Bezienswaardigheden
- De Chapelle Saint-Gilles, die reeds werd vermeld in de 15de eeuw ("Capella de Lelvimbusc in parr. de Veauvilla"[1])

Deelgemeenten: Autretot · Veauville-lès-Baons

Overige plaatsen: Alvimbuc · Houdetot